# Държавен архив на Северна Македония – Отделение Битоля
Държавният архив на Северна Македония – Отделение Битоля (на македонска литературна норма: Државен Архив на Република Македонија – Одделение Битола) е подразделение на Държавния архив на Северна Македония. Отделението в Битоля има правомощие над притежателите в общините: Битоля, Демир Хисар, Могила, Новаци и Ресен, общо със 195 притежатели. Отделението се помещава в нова сграда на булевард „Първи май“ № 55 в града.

## История
Архивът в Битоля е основан през 1954 година като общински архив. От 1990 година става отделение на Държавния архив на Македония.

## Работата на подразделението
Подразделението разполага с 916 фонда и 25 колекции. Най-старият документ е от XV век (пергамент на староеврейски език). Въпреки че по-голямата част от документите са от периода след Втората световна война, има и архивни материали с много важна информация за политическата, културната и стопанската история на общините в района за периода до 1944 година. Читалнята разполага с 6 места, а за тяхна употреба се правят ксерокопия на документите.
Библиотеката на архива разполага с 3823 книги, 163 заглавия на списания и 155 заглавия на вестници.

## По-важни фондове
По-важни фондове на отделението в Битоля са:
- „Градско управление на град Битоля“ 1921 – 1941 година
- „НОО на Битолска област“ 1944 – 1945 година
- „Гръцко–Пелагонийска митрополия Битоля“ 1755 – 1905 година
- „Съдилищни фондове“ от 1919 година
- „Вакъфи и мюфтийство на битолския окръг“ 1915 – 1947 година
- Първични документи на родени, венчани и умрели от 1801 – 1962 година
- Братя Манаки 1898 / 1964 година

## Издания на Историческия архив в Битоля
- „Зборник на паднати борци од НОВ од Битолска околија“ 1957 г.
- „11 март 1943“ по повод егзодусот на Битолските Евреи 1957 г.
- „Архив – Битола“ 1961 г.
- „Водич низ архивските фондови и збирки во Историскиот архив Битола“ 1978 г.
- „Зборник на одбрани документи за историјата на Битола 1941 – 1944“, 1984 г. (2 книги)
- „Документи за ограбување на црквите“, 1985 г.
- „Незаборавени“ за Траян Велев – Гоце, Тодор Ангеловски – Строгов, 7 Македонска бригада и 9 дивизия, Елпида Караманди – Бисера, Киро Димитровски – Дандаро от 1986 – 1989 г.
- „Спомени и биографии на илинденци“, 1993 г